# Gerrit Nieberg

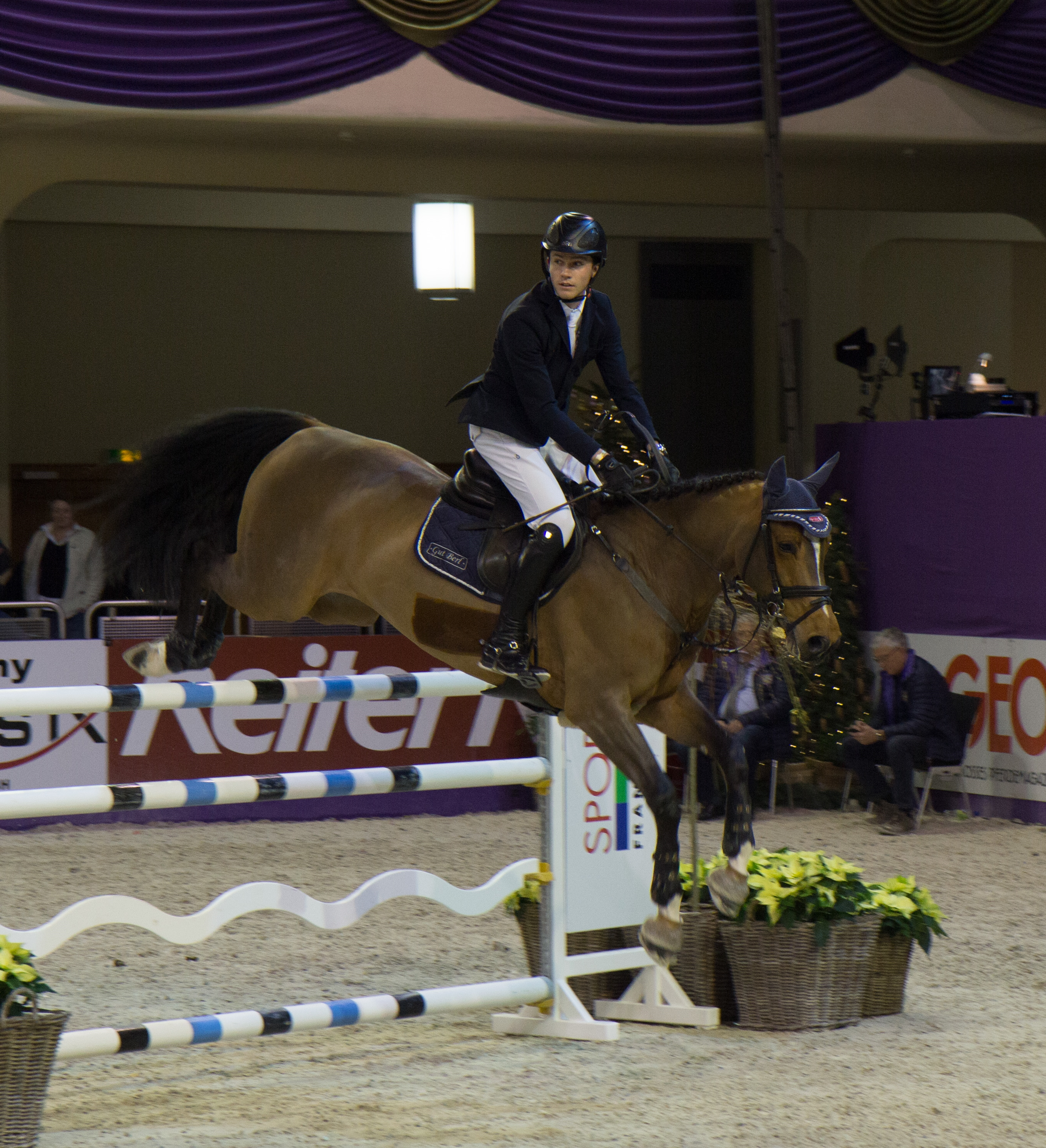
Gerrit Nieberg und Baccord (2017)

Gerrit Nieberg (* 11. Juni 1993 in Münster) ist ein deutscher Springreiter. Er ist der Sohn von Lars Nieberg.

## Reiterkarriere
Gerrit Nieberg gelang auf dem Wallach Ben im Sommer 2022 mit dem Sieg im Großen Preis von Aachen sein bisher größter sportlicher Erfolg.
Mit dem Schimmelhengst Contagio, der zuvor von Lars Nieberg und Gerrits Bruder Max Nieberg geritten worden war, gewann Gerrit Nieberg 2017 den Großen Preis von Frankfurt.
In der Weltcupsaison 2022/2023 erreichte Gerrit Nieberg in Helsinki Platz zwei und gewann in Leipzig mit Blues D'Aveline CH. Er qualifizierte sich zum zweiten Mal für das Weltcupfinale: Nachdem er beim Weltcupfinale im April 2022 mit Ben auf Platz 13 gekommen war, wurde es beim Weltcupfinale im April 2023 mit Blues d'Aveline CH der 26. Platz.
Auf der Weltrangliste der FEI ist er im Jahr 2022 von Platz 106 auf Position 69 gestiegen.